# دنیله بونرا
دنیله بونرا (به ایتالیایی: Daniele Bonera)فوتبالیست اهل ایتالیاست. او هم‌اکنون به عنوان یکی از اعضای کادر فنی در تیم آث میلان فعالیت میکند.

## باشگاهی
او سابقهٔ حضور در برشا و پارما را دارد. او هم‌اکنون به عنوان مدافع بازی می‌کند 

## تیم ملی
وی همچنین از سال ۲۰۰۱ به عضویت تیم ملی ایتالیا درآمده‌است و در ۱۶ بازی کشورش حضور داشته‌است.